# William Parry (mathématicien)
Pour les articles homonymes, voir William Parry.
William (Bill) Parry (né le 3 juillet 1934 à Coventry et mort le 20 août 2006 à Marton dans le Warwickshire) est un mathématicien britannique qui a travaillé sur les systèmes dynamiques et en théorie ergodique.

## Biographie
Parry est issu d'une famille d'ouvriers métallurgistes. Il étudie à l'university College de Londres, l'université de Liverpool, où il obtient le diplôme de maîtrise, et à l'Imperial College de Londres, où il obtient un doctorat sous la supervision de Yael Dowker en 1960 (titre de la thèse Ergodic and mixing transformations. Il est Lecteur à l'université de Birmingham de 1960 à 1965 Il passe l'année académique 1962-63, à l'université Yale où il a des contacts étroits avec Shizuo Kakutani et d'autres jeunes chercheurs travaillant dans le même domaine. Il est Lecteur sénior à l'université du Sussex de 1965 à 1968 et devient en 1968 Reader à l'université de Warwick fraichement créée. En 1970 il y est nommé professeur. De 1984 à 1986 il dirige la faculté de mathématiques.

## Travaux
Au cours de sa carrière de chercheur, il a été très actif l'étude des systèmes dynamiques et, en particulier, la théorie ergodique. Il a joué un rôle fondateur dans l'étude des sous-shifts de type fini, et son travail sur nilflows a été très apprécié. Il était particulièrement intéressé par les liens entre la théorie ergodique et d'autres domaines des mathématiques, en particulier la théorie des nombres. Ses premiers travaux sur la densité invariante pour les bêta-développements, d'abord étudié par le mathématicien hongrois Alfréd Rényi ont incorporé ces deux thèmes, tout comme ses travaux plus récents sur les fonctions zêta dynamiques.
La fonction de Parry-Daniels (en), l'invariant invariant de Parry-Sullivan la mesure de Parry, les nombres de Parry sont autant de concepts nommés d'après ses travaux.

## Distinctions
Parry était conférencier invité en 1970 au Congrès international des mathématiciens de Nice (titre de sa conférence : Ergodic theory of G-spaces). En 1984 il est nommé Fellow de la Royal Society.
Parmi ses 20 doctorants, il y a Mary Rees et Mark Pollicott (en).

## Publications
- (en) William Parry, Topics in ergodic theory, Cambridge, Cambridge University Press, coll. « Cambridge Tracts in Mathematics no 75 », 2004, x + 110 (ISBN 0-521-60490-7, zbMATH 1096.37001, lire en ligne). — Réimpression de l'original de 1981
- William Parry, Entropy and generators in ergodic theory, Benjamin, coll. « Mathematics Lecture Note Series », 1969, xii + 124 (zbMATH 0175.34001).
- William Parry et Selim Tuncel, Classification problems in ergodic theory, Cambridge University Press, coll. « London Mathematical Society Lecture Note Series 67 », 1082, v+101 (zbMATH 0487.28014).
- William Parry et Mark Pollicott, Zeta functions and the periodic orbit structure of hyperbolic dynamics, vol. 187-188, Paris, Société mathématique de France, coll. « Astérisque », 1990, 268 p. (zbMATH 0726.58003).
- William Parry, « Intrinsic Markov chains », Trans. Amer. Math. Soc., vol. 112,‎ 1964, p. 55–66.
- William Parry, « On theβ-expansions of real numbers », Acta Mathematica Academiae Scientiarum Hungaricaevolume=11, nos 3-4,‎ 1960, p. 401–416 (ISSN 0001-5954, DOI 10.1007/BF02020954)